# طائرة بوينغ الكبيرة الجديدة
طائرة بوينغ الكبيرة الجديدة (Boeing New Large Airplane)، أو الطائرة الكبيرة الجديدة (New Large Airplane)، اختصارا «إن إل إيه» (NLA) كانت مفهومًا في التسعينيات لطائرة رباعية النفاث جديدة بالكامل في سوق 500+ مقعد. كانت هذه الطائرة أكبر إلى حد ما من بوينغ 747، وكانت مماثلة من حيث المفهوم لطائرة ماكدونيل دوغلاس إم دي-12 ولاحقًا إيرباص إيه 380. في عام 1993، اختارت شركة بوينغ عدم متابعة تطوير هذا المفهوم، مع التركيز بدلاً من ذلك على بوينغ 747-500X و -600X، ثم على 747إكس و747إكس الممددة (747X Stretch)، وبعد ذلك على بوينغ 747-8. أسماء المشروع لهذه الطائرة كانت «إن إل إيه» وبوينغ 763-246C.

## مواصفات «إن إل إيه»(حسب التصميم)
| طاقم قمرة القيادة     | اثنان                                  |
| سعة الجلوس            | 606 ((E، B، F) 3 درجات)                |
| الطول الكلي           | 244 قدم 4 بوصة (74.47 م)               |
| باع الجناحين          | 260 قدم 0 بوصة (79.25 م)               |
| ارتفاع                | 77 قدم 8 بوصة (23.67 م)                |
| الوزن الأقصى للإقلاع  | 454000 كغم                             |
| تتراوح في حمل التصميم | 7,800 ميل بحري (14,400 كـم؛ 9,000 ميل) |
| محركات (4 ×)          |                                        |
| التوجه (4 ×)          |                                        |

المصدر: سياتل بوست إنتليجنسر 

## تاريخ
كانت طائرة بوينغ الكبيرة الجديدة واحدة من عدة مشاريع بدأتها بوينغ في أواخر القرن العشرين كوسيلة للتنافس مع شركات الطائرات المنافسة مثل إيرباص. بدأ الإعلان عن مشروع إيرباص إيه 380 في عام 1990 لمحاولة تحويل سوق الطيران التجاري بعيدًا عن طائرة بوينغ 747 السائدة آنذاك. سعت شركة بوينغ إلى مكافحة هذا الأمر وبدأت في العمل على تصميمات «إن إل إيه» في وقت ما في أوائل التسعينيات، مع تاريخ دخول مجدول للخدمة قبل عام 2000 من أجل التغلب على شركة إيرباص.
كان الهدف من مشروع «إن إل إيه» هو إنشاء طائرة قادرة على السفر في طرق طويلة المدى بشكل أساسي وتحمل كميات هائلة من الركاب أو البضائع. في وقت التصميم، لم تكن الطائرات ذات النفاثات المزدوجة تعتبر مناسبة للرحلات الجوية العابرة للمحيط، لذلك تم تصميم «إن إل إيه» بتصميم رباعي النفاثات (اثنان في كل جناح)، مثل 747 أو إيه380. يمكن أن تستغرق الرحلات الطويلة مثل سيدني إلى دبي أو لندن إلى نيويورك من 8 إلى 14 ساعة. ستساعد المحركات الأربعة في توفير الطاقة اللازمة للقيام بهذه الرحلات الطويلة بأمان. نظرًا لأن المشروع تم تصميمه بهدف التغلب على المنافسين بناءً على حجم الركاب الهائل، فقد تم تصميم «إن إل إيه» بتكوين سطحين بطول كامل. سيسمح ذلك لما بين 600 - 1000 راكب، اعتمادًا على تكوينات مقاعد شركات الطيران والفئة (حوالي 50 راكبًا أكثر من إيه 380 لكل تكوين).
ومع ذلك، بعد بضع سنوات فقط من العمل في المشروع، قررت شركة بوينغ أن نموذج «إن إل إيه» كان غير مستدام مع الطريقة التي كان يتجه بها سوق الطيران التجاري. بدلاً من الطائرات الأكبر ذات السعة العالية مع القدرة على عمل مسارات طويلة من محور إلى محور في دفعة واحدة، قررت شركة بوينغ أن المستقبل سيكون في رحلات أصغر وأكثر مباشرة. نتيجة لذلك، ألغوا مشروع «إن إل إيه» للتركيز على نماذج اتوسع 747.